# 1995-ös Formula–1 argentin nagydíj
Az argentin nagydíj volt az 1995-ös Formula–1 világbajnokság második futama.

## Futam
Az argentin nagydíj hosszú kihagyás után ebben az évben került vissza a versenynaptárba. A pénteki és szombati nap nagy részében esett az eső, végül a szombati edzés végén száradni kezdett a pálya, Coulthard megszerezte első pole-pozícióját Hill és Schumacher. Ismét a Renault-motoros autók domináltak, Eddie Irvine a negyedik helyről indult Jordan-Peugeot-jával.
Schumacher rosszul rajtolt, míg Alesi megcsúszott, ami bonyodalmat okozott a középmezőnyben. A versenyt piros zászlóval megszakították. Az új rajt már jobban sikerült Schumachernek, aki másodiknak jött fel, Hill elé. Coulthard egyre nagyobb előnnyel vezetett Schumacher előtt, de motorhiba miatt néhány kör után kiesett. Schumacher és Hill harcolt győzelemért, mindketten ugyanazon stratégián voltak. Schumacher boxkiállásánál probléma akadt az üzemanyagtöltéskor, így Hill könnyedén győzött Jean Alesi és Schumacher előtt.
| Helyezés | #  | Versenyző              | Csapat/Motor       | Futott körök | Idő/Kiesés oka          | Rajthely | Pontszám |
| -------- | -- | ---------------------- | ------------------ | ------------ | ----------------------- | -------- | -------- |
| 1        | 5  | Damon Hill             | Williams-Renault   | 72           | 1:53:14,532             | 2        | 10       |
| 2        | 27 | Jean Alesi             | Ferrari            | 72           | +6,407                  | 6        | 6        |
| 3        | 1  | Michael Schumacher     | Benetton-Renault   | 72           | +33,376                 | 3        | 4        |
| 4        | 2  | Johnny Herbert         | Benetton-Renault   | 71           | +1 kör                  | 11       | 3        |
| 5        | 30 | Heinz-Harald Frentzen  | Sauber-Ford        | 70           | +2 kör                  | 9        | 2        |
| 6        | 28 | Gerhard Berger         | Ferrari            | 70           | +2 kör                  | 8        | 1        |
| 7        | 26 | Olivier Panis          | Ligier-Mugen-Honda | 70           | +2 kör                  | 18       |          |
| 8        | 3  | Katajama Ukjó          | Tyrrell-Yamaha     | 69           | +3 kör                  | 15       |          |
| 9        | 11 | Domenico Schiattarella | Simtek-Ford        | 68           | +4 kör                  | 20       |          |
| HN       | 21 | Pedro Diniz            | Forti-Ford         | 63           | +9 kör, Helyezés nélkül | 25       |          |
| HN       | 22 | Roberto Moreno         | Forti-Ford         | 63           | +9 kör, Helyezés nélkül | 24       |          |
| Kiesett  | 4  | Mika Salo              | Tyrrell-Yamaha     | 48           | Ütközés                 | 7        |          |
| Kiesett  | 25 | Szuzuki Aguri          | Ligier-Mugen-Honda | 47           | Ütközés                 | 19       |          |
| Kiesett  | 23 | Pierluigi Martini      | Minardi-Ford       | 44           | Kicsúszás               | 16       |          |
| Kiesett  | 9  | Gianni Morbidelli      | Footwork-Hart      | 43           | Elektronika             | 12       |          |
| Kiesett  | 10 | Inoue Taki             | Footwork-Hart      | 40           | Kicsúszás               | 26       |          |
| Kiesett  | 14 | Rubens Barrichello     | Jordan-Peugeot     | 33           | Olajnyomás              | 10       |          |
| Kiesett  | 12 | Jos Verstappen         | Simtek-Ford        | 23           | Váltó                   | 14       |          |
| Kiesett  | 6  | David Coulthard        | Williams-Renault   | 16           | Elektronika             | 1        |          |
| Kiesett  | 7  | Mark Blundell          | McLaren-Mercedes   | 9            | Olajszivárgás           | 17       |          |
| Kiesett  | 15 | Eddie Irvine           | Jordan-Peugeot     | 6            | Motorhiba               | 4        |          |
| Kiesett  | 17 | Andrea Montermini      | Pacific-Ilmor      | 1            | Ütközés                 | 22       |          |
| Kiesett  | 8  | Mika Häkkinen          | McLaren-Mercedes   | 0            | Ütközés                 | 5        |          |
| Kiesett  | 16 | Bertrand Gachot        | Pacific-Ilmor      | 0            | Ütközés                 | 23       |          |
| Kiesett  | 29 | Karl Wendlinger        | Sauber-Ford        | 0            | Ütközés                 | 21       |          |
| Kiesett  | 24 | Luca Badoer            | Minardi-Ford       | 0            | Nem rajtolt             | 13       |          |

## A világbajnokság élmezőnyének állása a verseny után
| H  | Versenyzők         | Pont | H  | Konstruktőrök    | Pont |
| -- | ------------------ | ---- | -- | ---------------- | ---- |
| 1. | Michael Schumacher | 14   | 1. | Ferrari          | 13   |
| 2. | Damon Hill         | 10   | 2. | Williams-Renault | 10   |
| 3. | Jean Alesi         | 8    | 3. | Benetton-Renault | 7    |
| 4. | David Coulthard    | 6    | 4. | McLaren-Mercedes | 4    |
| 5. | Gerhard Berger     | 5    | 5. | Sauber-Ford      | 2    |

- A Benetton-Renault  és a Williams-Renault csapatok szabálytalan üzemanyag használata miatt nem kapták meg az brazil nagydíjon a nekik járó pontokat.

## Statisztikák
Vezető helyen:
- David Coulthard: 5 (1-5)
- Michael Schumacher: 6 (6-10 / 17)
- Damon Hill: 53 (11-16 / 26-72)
- Jean Alesi: 8 (18-25)

Damon Hill 10. győzelme, David Coulthard 1. pole-pozíciója, Michael Schumacher 17. leggyorsabb köre.
- Williams 79. győzelme.